# Lista do patrimônio histórico em Roraima
A lista do patrimônio histórico no Roraima reúne itens do patrimônio histórico do estado brasileiro do Roraima, que foram tombados em nível estadual pela "Secretaria de Estado da Cultura de Roraima" (SeCult-RR), em nível nacional tombados pelo IPHAN, no contexto de preservação do patrimônio histórico-cultural brasileiro.
| Imagem | Bem                                | Data de fundação | Tipo                                                         | Localização | Coordenadas                 | Tombamento                                                                 | Data tombamento | Referência |
| ------ | ---------------------------------- | ---------------- | ------------------------------------------------------------ | ----------- | --------------------------- | -------------------------------------------------------------------------- | --------------- | ---------- |
|        | Forte de São Joaquim do Rio Branco |                  | forte                                                        | Bonfim      | 3° 02′ 26″ N, 60° 29′ 13″ O | bem tombado pelo IPHAN Património de Influência Portuguesa (base de dados) |                 |            |
|        | Pedra Pintada                      |                  | área protegida do Brasil sítio arqueológico formação rochosa | Pacaraima   | 3° 52′ 42″ N, 60° 53′ 44″ O | bem tombado pelo IPHAN                                                     |                 |            |
|        | Sítio Arara Vermelha               |                  | sítio arqueológico                                           | São Luíz    | 0° 50′ 30″ N, 60° 08′ 02″ O | bem tombado pelo IPHAN                                                     |                 |            |

∑ 3 items.